# شهرستان چومارلب
شهرستان چومارلب (به لاتین: Qumarlêb County) یک شهرستان‌های جمهوری خلق چین در چین است که در ولایت خودمختار یوشو تبتی واقع شده‌است.
 شهرستان چومارلب ۴۷٬۰۰۰ کیلومتر مربع مساحت و ۲۰٬۰۰۰ نفر جمعیت دارد و ۴٬۱۹۱ متر بالاتر از سطح دریا واقع شده‌است.